# 萊夫爾克羅斯 (北卡羅萊納州)
萊夫爾克羅斯（英語：Level Cross）是位於美國北卡羅萊納州蘭道夫縣的非建制地區。

## 歷史
萊夫爾克羅斯的郵局於1876年設立，其後於1904年停運。

## 地理
萊夫爾克羅斯所處的海拔為高於海平面250米（即820英呎），而該地所採用的時區為UTC-5，即北美东部时区（EST）。同時該地設有夏令時間，為UTC-5調快一小時，即UTC-4（EDT）。